# Maria Borelius
Maria Sigrid Astrid Borelius (* 6. Juli 1960 in Täby) ist eine schwedische Journalistin, Unternehmerin, Autorin und Politikerin. Sie gehört der Moderata samlingspartiet an, saß im schwedischen Reichstag und war im Jahre 2006 für acht Tage Handelsministerin in Schweden. Sie ist verheiratet und hat vier Kinder.

## Werdegang
Borelius studierte Biologie, Physik und Mathematik an der Universität Lund und anschließend Umweltjournalistik an der New York University. Nach ihrem Studium arbeitete sie als Wissenschaftsjournalistin bei mehreren schwedischen Fernsehsendern und war Kolumnistin bei Dagens Industri und Svenska Dagbladet. Nebenbei schrieb sie mehrere populärwissenschaftliche Artikel und Bücher. Im Zuge des IT-Booms gründete sie 1998 ein E-Learning-Unternehmen mit dem Namen „K-World“, welches jedoch vier Jahre später Konkurs anmelden musste. Anschließend arbeitete sie in ihrem eigenen PR-Unternehmen in London, bevor sie im Sommer 2006 zurück nach Schweden zog, um sich der Politik zu widmen.

## Kontroversen
Sie wurde bei den Wahlen 2006 als Abgeordnete in den Reichstag gewählt und am 6. Oktober 2006 von Fredrik Reinfeldt zur Handelsministerin in seine Regierung aufgenommen. Borelius gab kurz nach ihrer Ernennung zu, längere Zeit Anfang der 90er-Jahre Kindermädchen schwarz angestellt zu haben, obwohl sie zu dieser Zeit ein hohes Einkommen hatte. Als außerdem bekannt wurde, dass sie ihr Sommerhaus in Schweden auf eine Briefkastenfirma in Jersey übertragen hatte, um der Steuerpflicht zu entgehen, kündigte Fredrik Reinfeldt eine juristische Untersuchung der Vorfälle an, worauf Borelius am 14. Oktober 2006 von ihrem Amt als Handelsministerin zurücktrat. Außerdem kündigte sie an, ihr Abgeordnetenmandat niederzulegen. Sie ist damit die Ministerin, die die kürzeste Zeitspanne in neuerer Zeit in Schweden im Amt war.